# Megachile immanis
Megachile immanis är en biart som beskrevs av Mitchell 1930. Megachile immanis ingår i släktet tapetserarbin, och familjen buksamlarbin. Inga underarter finns listade i Catalogue of Life.